# Фаизханов, Хусаин
Хусаин Фаизханов, также Хусейн Фейзханов (тат. Хөсәен Фәезханов, араб. حسين بن فيض خان) — татарский теолог, общественный деятель, педагог, историк, востоковед-тюрколог, археограф, каллиграф. Сыграл значительную роль в развитии духовной культуры татарского общества 2-й половины XIX века.

## Биография
Хусаин Фаизханов родился в 1823 году в семье крестьянина, в деревне Сабачай (Собачий Остров), Курмышского уезда, Симбирской губернии. Почти всю свою жизнь по официальному статусу Фаизханов принадлежал к ведомству Алатырской удельной конторы Симбирской губернии, числясь государственным крестьянином, также как и все остальные жители Сабачая, — и лишь в 1861 году был переведен на службу по учебному ведомству.
Хусаин получил традиционное религиозное образование в родной деревне, потом — в деревне Береске, в Заказаньи — и в самой Казани. В 1850–1854 годах Фаизханов был учеником видного татарского улема Шигабутдина Марджани, который в 1848 году вернулся из Средней Азии. С его помощью Фаизханов установил контакты с преподавателями и учеными Казанского университета: И. Н. Березиным, Александром Казембеком и др. С последним Хузаин построил крепкие дружеские взаймоотношения. В связи с предстоявшим переездом Восточного разряда Казанского университета в Петербург, Фаизханов в 1853 году уезжает из Казани.
2 ноября 1855 года попечитель Петербургского учебного округа М. Н. Мусин-Пушкин ходатайствует перед министром просвещения относительно принятия Фаизханова на работу. 24 ноября 1857 года министр просвещения дает разрешение Х. Фаизханову на преподавание тюрко-татарских и арабского языков на факультете восточных языков Петербургского университета. Только спустя 5 лет, в 1862 году указом Сената Фаизханов был утвержден в должности лектора факультета восточных языков.
В 1858 году Фаизханов изучил дипломатические грамоты крымских ханов из архива МИД России в Москве; по результатам этой поездки Академия наук ходатайствовала об избрании Фаизханова в члены Общества археологии, действительным членом которого он становится в 1860 году. В 1858 году Хусаин совершил несколько научных командировок в Оренбургский край, по результатам которых написал статью «Три подробных булгарских надписи» в «Известиях Российского археологического общества» и выступил с одноимённым докладом перед учеными Общества археологии. Статья ознаменовала новый этап в исследовании эпиграфики волжско-камских булгар. Одним из первых Фаизханов разработал метод расшифровки булгарских эпитафий второго стиля.
Фаизханову принадлежит значительная роль в изучении эпиграфики Касимовского ханства. В 1860 году он снял точные копии с татарских надгробных памятников Касимова. Им же была открыта надгробная плита Ураз-Мухаммед-хана, убитого в 1610 году Лжедмитрием II. Добытые Фаизхановым материалы были использованы известным востоковедом В. В. Вельяминовым-Зерновым в его капитальном труде «Исследование о касимовских царях и царевичах».
Вклад Фаизханова в востоковедение ещё до конца не исследован. При жизни ученого увидела свет лишь одна его монография — «Краткая грамматика татарского языка», изданная литографическим способом в 1862 году, в приложении к которой он поместил собственный перевод на татарский язык отрывка известного индийского памятника «Калила и Димна», текст грамоты крымского хана Джанибек-Гирея (XVII в.) и отрывок из «Маджалис ан-нафаис» узбекского поэта Алишера Навои. Переводами ученого пользовались такие петербургские востоковеды, как В. В. Вельяминов-Зернов, Д. А. Хвольсон и Л. З. Будагов.

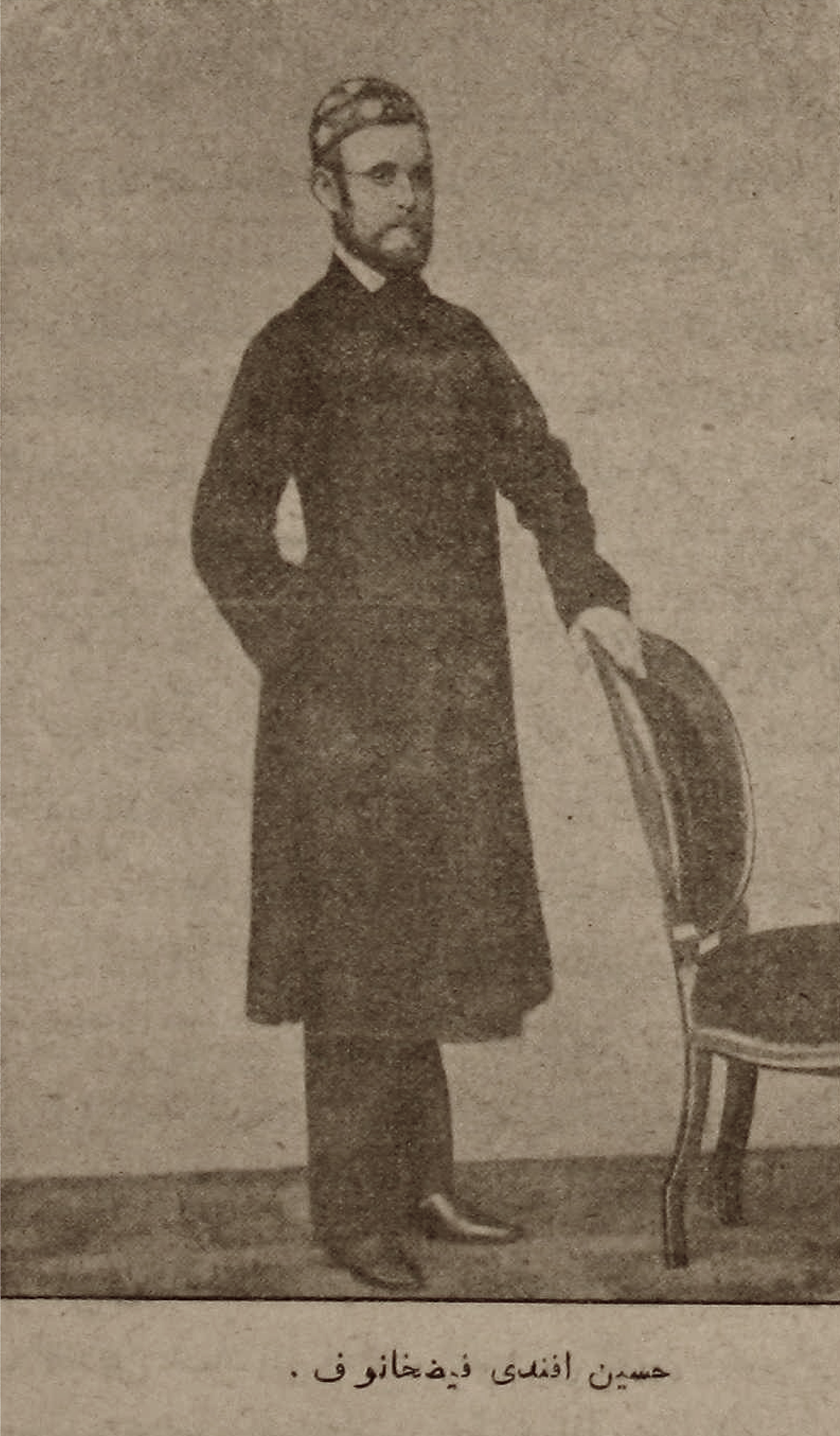
Фотография Хусаина Фаизханова из биоблиографического труда Ризаетдина Фахретдинова «Асар»

Фаизханов первым из татарских просветителей, убедившись в преимуществе европейской системы обучения, пришёл к мысли о необходимости перенесения европейских методов образования на татарскую почву. Зимой 1861–63 годов он написал специальную работу «Олуг мадраса» («Высшее медресе»), где предложил проект реформы татарской школы. Этот труд остался неопубликованным.
Считается, что своим проектом Хусаин Фаизханов подготовил почву для джадидского медресе, стал предшественником новометодного образования, получившего название «усуль джадид» (джадидизм).
Материальная неустроенность, годы мытарств в Петербурге, неподходящий климат северной столицы сказались на здоровье Фаизханова, и он после тяжелой болезни умирает в 1866 году.

## Семья
20 мая 1855 года Фаизханов сочетается браком с дочерью выходца из «Рязанской губернии Касимовского уезда деревни Мунтовской» Биби-Фатимой Бикеевой.
- Старшая дочь Фаизханова, Биби-Айша (8 октября 1855–193?), была замужем за Шахайдаром Сыртлановым (1846–1917).
  - Внук Али Оскар (Галиаскар) Шахайдарович Сыртланов  (1875–1912) был юристом, служил адвокатом в Военном министерстве и с 1906 года был помощником военного прокурора в Киеве, депутатом мусульманской фракции 3-й Госдумы (1907-1912) от Уфимской губернии[9].
- Младшая дочь, Биби-Зайнаб (1861–19??), была женой юриста, общественного деятеля Саид-Гирея Алкина (1867–1919)
  - Внук Сервер-бек  Фейзулла-бек Заде Атабеков - Коблианский (1886 - после 1916), выпускник юридического факультета Санкт-Петербургского Императорского университета. Рожден в браке с подпоручиком  милиции Фейзулла-беком Атабековым - Коблианским

## Научное наследие
Начиная с 1960-х гг., с момента нового подъёма гуманитарных знаний у татар, о Фаизханове-Фаизхани писали такие крупные специалисты как первый президент Академии наук Татарстана М.Х. Хасанов, академики АН РТ Я. Г. Абдуллин, М.З. Закиев, А.Г. Каримуллин, Р.И. Нафигов, член-корреспондент АН РТ С.М. Михайлова, профессора С. Х. Алишев, Ф.Г. Газизуллин, Ф.С. Сафиуллина, Я.И. Ханбиков, А.Н. Юзеев. Особое место в этом ряду занимает книга академика АН РТ М.А. Усманова «Заветная мечта Хусаина Фаизханова»: Повесть о жизни и деятельности.